# Love in Her Bag
Love in Her Bag (hangul: 그녀의 신화; rr: Geunyeoui Sinhwa; lit. Her Myth) é uma série de televisão sul-coreana de 2013 estrelada por Choi Jung-won, Kim Jeong-hoon, Son Eun-seo, e Park Yoon-jae. Foi ao ar na JTBC entre 5 de agosto a 8 de outubro de 2013, nas segundas e terças-feiras, às 20h45 (KST) com 20 episódios.
No Brasil, a série foi exibida pela RedeTV! entre 9 de outubro e 24 de novembro de 2023, substituindo Descendentes do Sol e sendo substituída por W - Dois Mundos na faixa Sessão Dorama.

## Enredo
Apesar de sua pobreza, abuso doméstico de sua tia (que a acolheu após a morte de sua mãe) e falta de educação ou conexões, a brilhante e corajosa Eun Jung-soo (Choi Jung-won) subiu na indústria de bolsas de luxo com base apenas no talento. Ela conhece Do Jin-hoo (Kim Jeong-hoon), o inteligente e bonito herdeiro de uma empresa de moda, e Kim Seo-hyun (Son Eun-seo) que tem que esconde sua verdadeira identidade como Eun Kyung-hee, prima de Jung-soo que, com a ajuda de sua mãe, usurpou o lugar de Jung-soo como filha adotiva de uma mulher rica, para realizar seus sonhos.

## Elenco

### Elenco principal
- Choi Jung-won com Eun Jung-soo
  - Kim Bo-ra com criança Jung-soo
  - Kim Soo-hyun com jovem Jung-soo
- Kim Jeong-hoon com Do Jin-hoo
  - Yong Hong-bin com teenage Jin-hoo
- Son Eun-seo com Kim Seo-hyun / Eun Kyung-hee, Eun Jung-soo's cousin
  - Park So-young com teenage Kyung-hee
  - Shin Soo-yeon com young Kyung-hee
- Park Yoon-jae com Kang Min-ki